# Anderson Luís de Abreu Oliveira
»Anderson« (s pravim imenom Anderson Luís de Abreu Oliveira), brazilski nogometaš, * 13. april 1988, Porto Alegre, Brazilija.

## Klubska kariera

### Grêmio
Anderson je kot mladinec začel igrati nogomet pri klubu Grêmio in v drugi polovici sezone 2005 zaigral na petih tekmah brazilske Série B . Že v začetku tiste sezone je za klub nastopil na prvenstvu zvezne države Gaúcho. Za Grêmio je zadel odločilni gol, ki je klub popeljal nazaj v Serie A, ko je zadel na zadnji tekmi proti klubu Nautico. Zadetek je bil toliko bolj pomemben, ker je imel njegov klub takrat samo sedem igralcev na igrišču, tik pred tem pa je Nautico obranil enajstmetrovko. Grêmio je na koncu tekmo dobil z 1:0. 

### Porto
Decembra 2005 je Anderson prestopil k portugalskemu klubu FC Porto. Zanj je v prvi portugalski ligi prvič nastopil 5. marca 2006, do konca sezone pa je postal eden ključnih igralcev kluba, ki je ob koncu sezone osvojil naslov portugalskega pokalnega prvaka. V naslednji sezoni je s klubom prvič nastopil v Nogometni Ligi prvakov, debi pa je doživel na tekmi proti moskovskemu klubu CSKA. Zaradi zlomljene noge Anderson v sezoni 2006/07 pet mesecev ni mogel igrati.

### Manchester United
30. maja 2007 so na uradni strani kluba Manchester United FC potrdili, da se je klub dogovoril za prestop Andersona za neimenovano odškodnino, ki naj bi po neuradnih podatkih znašala okoli 18 milijonov funtov. 29. junija 2007 je dobil delovno dovoljenje, prestop pa je bil zaključen 2. julija. Anderson je z Manchestrom podpisal petletno pogodbo in tako postal šele drugi brazilec v dresu tega kluba, po tem, ko pred njim v klubu ni najbolj blestel Kléberson. Anderson je bil že pred prestopom velik prijatelj dveh portugalcev, Cristiana Ronalda in Nanija. Dodeljen mu je bil dres s številko 8, ki jo je pred njim nosil Wayne Rooney. Za Manchester je prvič nastopil 3. avgusta 2007, ko je odigral 45 minut na pripravljalni prijateljski tekmi proti Doncaster Roversom, ki jo je United dobil z 2:0.
V prvi angleški ligi je prvič zaigral 1. septembra 2007 na tekmi proti Sunderlandu. Po prvem polčasu ga je na igrišču zamenjal Louis Saha, ki je kasneje zadel zmagoviti gol. V Ligi prvakov je za Manchester prvič zaigral na tekmi proti Sportingu, ko je v 76. minuti zamenjal Ryana Giggsa. Prvič je vseh 90 minut odigral na tekmi pokala Carling proti Coventry Cityju 26. septembra 2007. Takrat je bila ekipa sestavljena pretežno iz rezervnih igralcev. Manchester United je tekmo izgubil z 2:0, Alex Ferguson pa ga je vseeno označil za najboljšega igralca svojega moštva.
Prvi gol za United je dosegel 29. julija 2009 na tekmi pokala Audi proti Boci Juniors iz prostega strela. Ker je šlo za prijateljsko tekmo, gol ni zabeležen v uradni statistiki. Prvi gol za United v Premier League pa je dosegel 12. septembra 2009 na tekmi proti Tottenhamu.

## Reprezentančna kariera
Aprila 2005 je prvič nastopil za brazilsko reprezentanco do 17 let. Nastopil je na južnoameriškem prvenstvu U-17, oktobra prihodnje leto pa je dobil priznanje za najboljšega mladega igralca nogometnega svetovnega prvenstva U-17.
Anderson je za člansko brazilsko reprezentanco prvič zaigral 27. junija 2007. Takrat je Brazilija z 2:0 izgubila tekmo Copa Américe proti Mehiki. Na tej tekmi je Anderson prišel v igro kot menjava. Za Brazilijo je v prvi postavi prvič zaigral 1. julija 2007 na tekmi proti Čilu, ki jo je Brazlija dobila s 3:0.
Februarja 2008 ga je selektor Dunga znova vpoklical v reprezentanco za tekmo proti Irski, ki jo je Brazilija dobila z 1:0.

## Dosežki

### Klubski

#### Grêmio
- Campeonato Brasileiro Série B: 2005

#### Porto
- Portugalsko prvenstvo: 2005-06, 2006-07
- Taça de Portugal: 2005-06
- SuperCup Cândido de Oliveira: 2006-07

#### Manchester United
- FA Community Shield: 2007
- Barclays Premier League:2007-2008
- Nogometna Liga prvakov: 2007-2008

### Reprezentanca
- Copa America: 2007